# Samuel Maharero

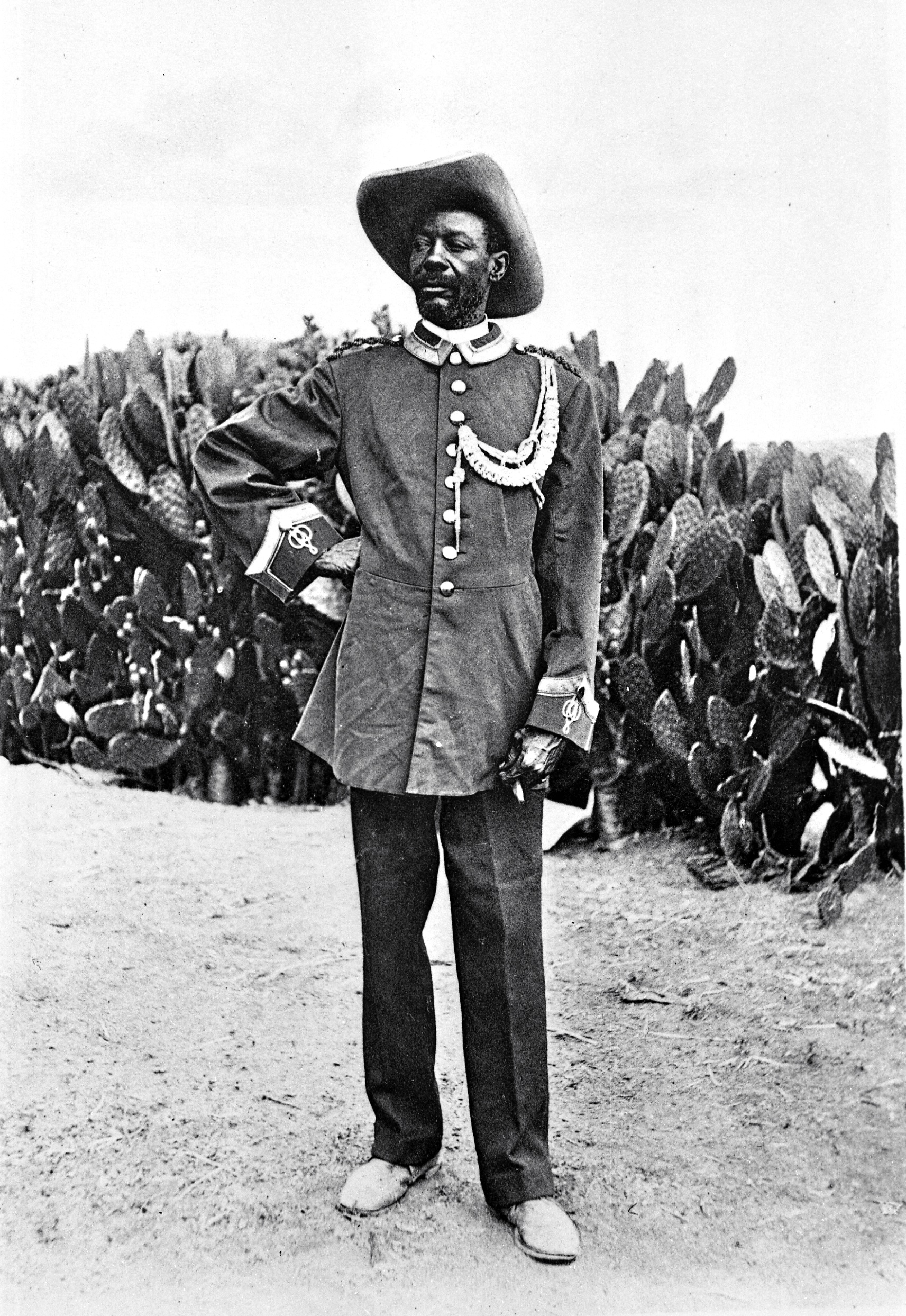
Samuel Maharero

Samuel Maharero, född 1856, död 14 mars 1923, var en hövding för hererofolket i kolonin Tyska Sydvästafrika, nuvarande Namibia.
Han ledde sitt folk i upproret mot kolonisatörerna 1904. Han lyckades efter slaget vid Waterberg tillsammans med cirka 15 000 hereroer ta sig igenom Kalahariöknen till brittiska Bechuanaland, nuvarande Botswana. 
Efter hans död 1923 fördes hans kropp tillbaka till Namibia där han begravdes i Okahandja.